# Safari rallye 2009
Safari rallye 2009 (Oficiálně 57. KCB Safari Rally) byla třetí soutěží šampionátu Intercontinental Rally Challenge 2009 v roce 2009. Vítězem se stal Carl Tundo na voze Mitsubishi Lancer EVO IX. Soutěž se jela ve dnech 3. a 4. dubna na šotolinovém povrchu. Na startu se neobjevil nikdo z jezdců přihlášených do IRC a soutěžili tak pouze místní jezdci. 

## Průběh soutěže
Zpočátku vedl Baldev Chager na voze Subaru Impreza WRX a Alaistair Cavenagh s Lancerem. Dva největší favorité měly problémy, když Muna Singh měl problémy s převodovkou a James Whyte udělal jezdeckou chybu. Do vedení se propracoval Lee Rose, ale po dvou defektech se propadl na čtvrtou pozici. Stejný problém měl Chager. Ve vedení se objevil Carl Tundo. Musel odstoupit jediný vůz specifikace S2000 Volkswagen Polo sester Verlaqueových pro technickou poruchu ze čtvrtého místa. Carl Tundo vedení v soutěži udržel i v neděli a soutěž tak vyhrál. Druhý skončil James Whyte a třetí Alaistar Cavenagh. Čtvrtý skončil po výborných časech v posledních testech rose a pátý Chager.
V průběžném hodnocení zůstal ve vedení Freddy Loix. Carl Tundo obsadil druhé místo, o které se s nim dělili Kris Meeke a Sebastien Ogier. Na následující soutěž - Azorskou rallye již byly přihlášeni všichni favorité i tým Škoda Motorsport.

## Výsledky
1. Carl Tundo – Tim Jessop, Mitshubishi Lancer EVO IX, 2:32:06
2. James Whyte – P. Archenoul, Subaru Impreza STI N10, + 1:25
3. A. Cavengh – S. Haji, Mitshubishi Lancer EVO IX, + 1:37
4. Lee Rose – Nick Patel, Mitshubishi Lancer EVO IX, + 2:16
5. Baldev Chager – F. Yusuf, Subaru Impreza STI N12, + 7:21
6. Muna Singh – David Sihoka, Subaru Impreza STI N10, + 8:02
7. Asad Anwar – Kashif Sheikh, Mitshubishi Lancer EVO IX, + 8:51
8. Mohamed Essa – D. Miller, Subaru Impreza STI N11, +12:25
9. Navraj Hans – Frank Gitau, Mitshubishi Lancer EVO IX, +14:29
10. Valery Bukera – N. Khetia, Subaru Impreza STI N10, +15:54